# Todża
Todża, także Azas (ros.: Тоджа; Азас) – jezioro polodowcowe w azjatyckiej części Rosji, w Tuwie, w zachodniej części Kotliny Todżyńskiej. Jest czwartym pod względem powierzchni jeziorem Tuwy i 245. w Rosji. 
Jezioro zajmuje powierzchnię 51,6 km². Poziom lustra wody zmienia się w zależności od pory roku; najwyższy poziom w czerwcu, natomiast najniższy na przełomie marca i kwietnia; różnica poziomów wynosi średnio 1,4 m. Jezioro zamarza na początku listopada i taje w drugiej połowie maja.
Od nazwy jeziora pochodzi nazwa ludu Todżyńczyków - grupy etnicznej w ramach Tuwińców, zajmującej się tradycyjną hodowlą reniferów i zbieractwem.